# Wardour Street

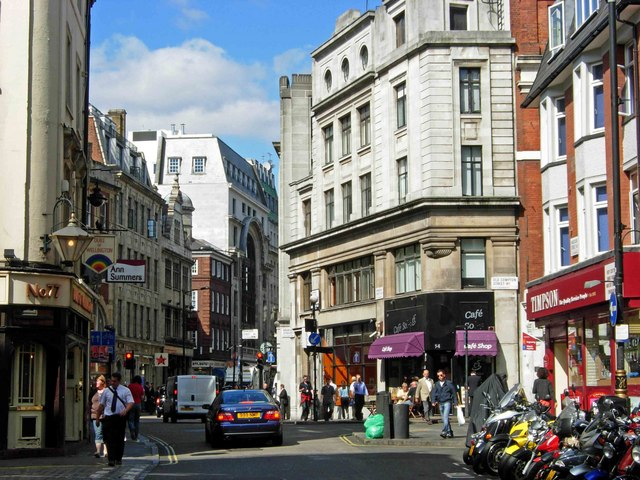
Wardour Street

Wardour Street is een straat in de Londense wijk Soho in het district (borough) City of Westminster. De eenrichtingsstraat loopt van Leicester Square in het zuiden door Chinatown en langs Shaftesbury Avenue naar Oxford Street in het noorden.

## Historiek
Het huidige traject van Wardour Street komt reeds voor op een stadsplan uit 1585. Toen was het een deel van een weg van Londen naar het toen nog landelijke Uxbridge. Op de kaart staat de naam Colmanhedge Lane. 
Op een stadsplan uit het midden van de 17de eeuw wordt vermeld dat de straat 24 huizen telt, alsmede een gokhuis en een grote molen (ruwweg gesitueerd ter hoogte van de huidige Great Windmill Street). De naam Colmanhedge Lane werd niet meer vermeld en een later stadsplan uit 1682 toont dat de weg in drie delen werd gesplitst: So Ho in het noorden, Whitcomb Street in het midden en Hedge Lane in het zuiden.
In het midden van de 18de eeuw verschuiven de grenzen en er verschijnen nieuwe benamingen: Wardour Street, Old Soho, Princes Street, Whitcomb Street en Hedge Lane. Op het einde van de eeuw blijven enkel Wardour Street, Princes Street en Whitcomb Street over. De huizen hebben dan ook individuele huisnummers. Een gedetailleerd stadsplan uit 1871 vermeldt enkel nog Wardour Street en Whitcomb Street. Behalve een rationeler nummering van de huizen in 1897 is de situatie tot op heden ongewijzigd gebleven.

## Trivia
In de late jaren van de 19de eeuw was Wardour Street vooral bekend voor de vele tweederangs  kunst- en meubelzaken. Vooral verschillende leden van een zekere familie Wright baatten hier tussen 1827 en 1919 verschillende zaken uit.
In de 20ste eeuw was Wardour Street het centrum van de Britse filmindustrie, maar tegen het einde van de eeuw hadden heel wat productie- en distributiehuizen zich elders gevestigd. Alleen onafhankelijke filmbedrijfjes en post-productiehuizen bleven achter.
Van 1964 tot 1988 was op het nummer 90 de bekende Marquee Club gevestigd.